# جیران‌چول میانی
جیران‌چول میانی (به لاتین: Orta Ceyrançöl) یک منطقه مسکونی در جمهوری آذربایجان است که در شهرستان تووز واقع شده است.